# Хмелезеро (присілок)
Хмелезеро (рос. Хмелезеро) — присілок у Лодєйнопольському районі Ленінградської області Російської Федерації.
Населення становить 20 осіб. Належить до муніципального утворення Альоховщинське сільське поселення.

## Історія
Згідно із законом від 20 вересня 2004 року № 63-оз належить до муніципального утворення Альоховщинське сільське поселення.

## Населення
| 1910 | 1939 | 1961 | 1997 | 2007 | 2010 | 2014 |
| ---- | ---- | ---- | ---- | ---- | ---- | ---- |
| 140  | ↗319 | ↘108 | ↘29  | ↘27  | ↗39  | ↘25  |
| 2015 | 2016 |      |      |      |      |      |
| ↘24  | ↘20  |      |      |      |      |      |